# Avebury
Ad Avebury, nella contea inglese dello Wiltshire, nei dintorni dell'omonimo villaggio, si trovano un grande henge e numerosi cerchi di pietre. Si tratta di uno dei monumenti neolitici europei meglio conservati ed è databile attorno a 5000 anni fa. È più antico del sito megalitico di Stonehenge, che si trova a circa 32 km a sud, anche se i due siti sono quasi contemporanei. Si trova approssimativamente a metà strada tra Marlborough e Calne, poco distante dalla A4 a nord della A361 verso Wroughton.
Avebury è di proprietà della National Trust.

## Il monumento

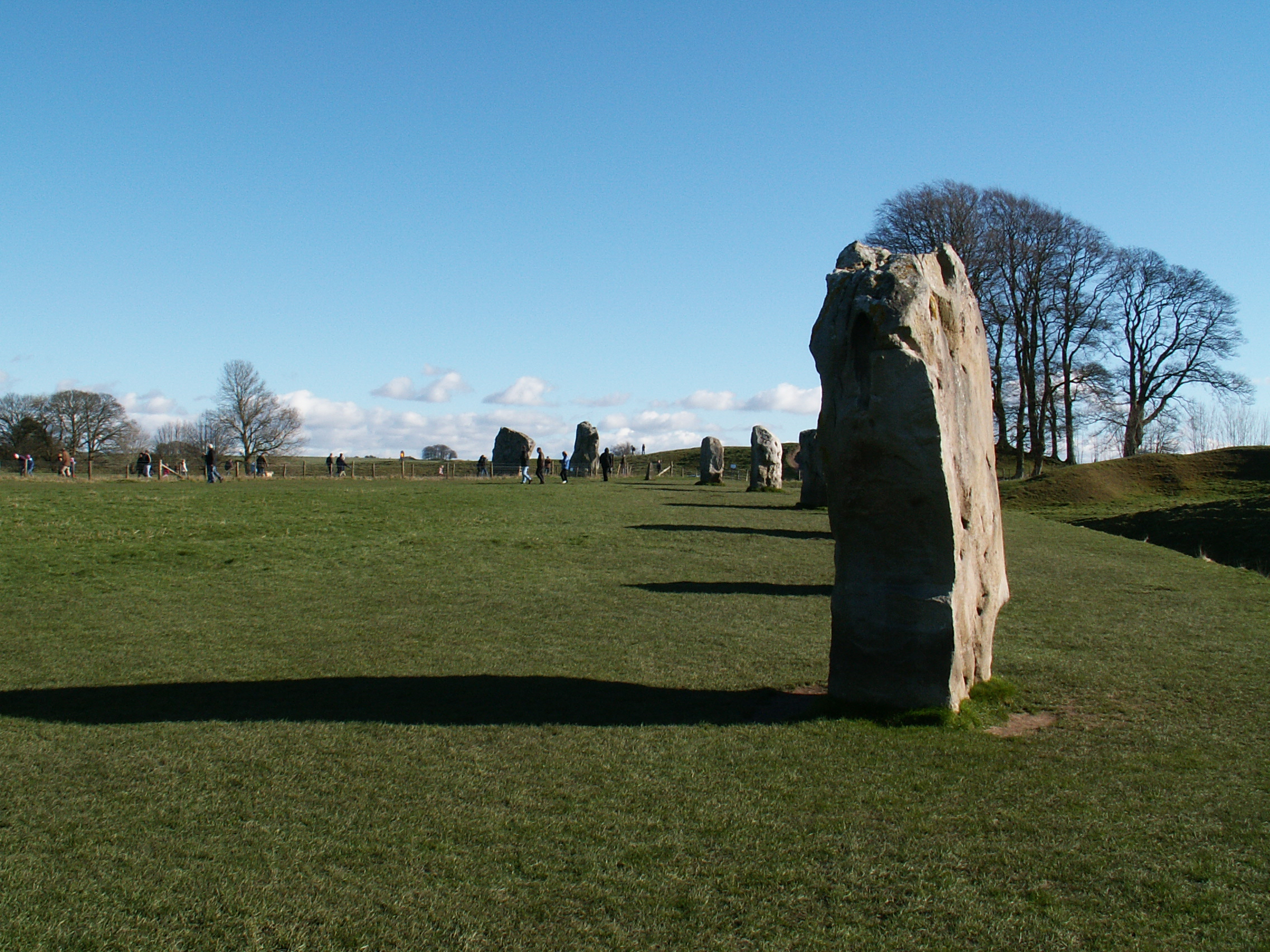
Porzione del cerchio esterno

Molte delle strutture arrivate a noi sono fatte in terra, e sono note come dighe. Un enorme fossato esterno di 421 metri di diametro e 1,35 chilometri di circonferenza racchiude un'area di 115 000 metri quadrati. Gli unici siti conosciuti comparabili dello stesso periodo (Stonehenge e Flagstones nel Dorset) hanno una dimensione pari ad un quarto di Avebury. Il solo fossato ha una larghezza di 21 metri ed una profondità di 11 ed è databile grazie al metodo del carbonio-14 tra il 3400 ed il 2625 a.C. Gli scavi hanno dimostrato che il sito venne ampliato in seguito, probabilmente usando materiale scavato dal fossato. 
All'interno dell'area si trova un grande Cerchio Esterno che forma il più grande cerchio di pietre della preistoria, con un diametro di 335 metri. Venne costruito contemporaneamente (o al massimo quattro o cinque secoli dopo) i lavori in terra. All'inizio c'erano 98 pietre erette alcune delle quali passavano le 40 tonnellate di peso. Queste pietre sono molto variabili in altezza (da 3,6 a 4,2 metri). La datazione al carbonio dei buchi in cui erano inserite le pietre risale al 2800-2400 a.C.
Nei pressi del monumento centrale vi sono altri due cerchi separati. Il Cerchio Interno Settentrionale misura 98 metri di diametro, nonostante siano rimaste solo quattro pietre di cui due cadute. Un gruppo di tre pietre si trova al centro, e la sua entrata punta a nord-est.

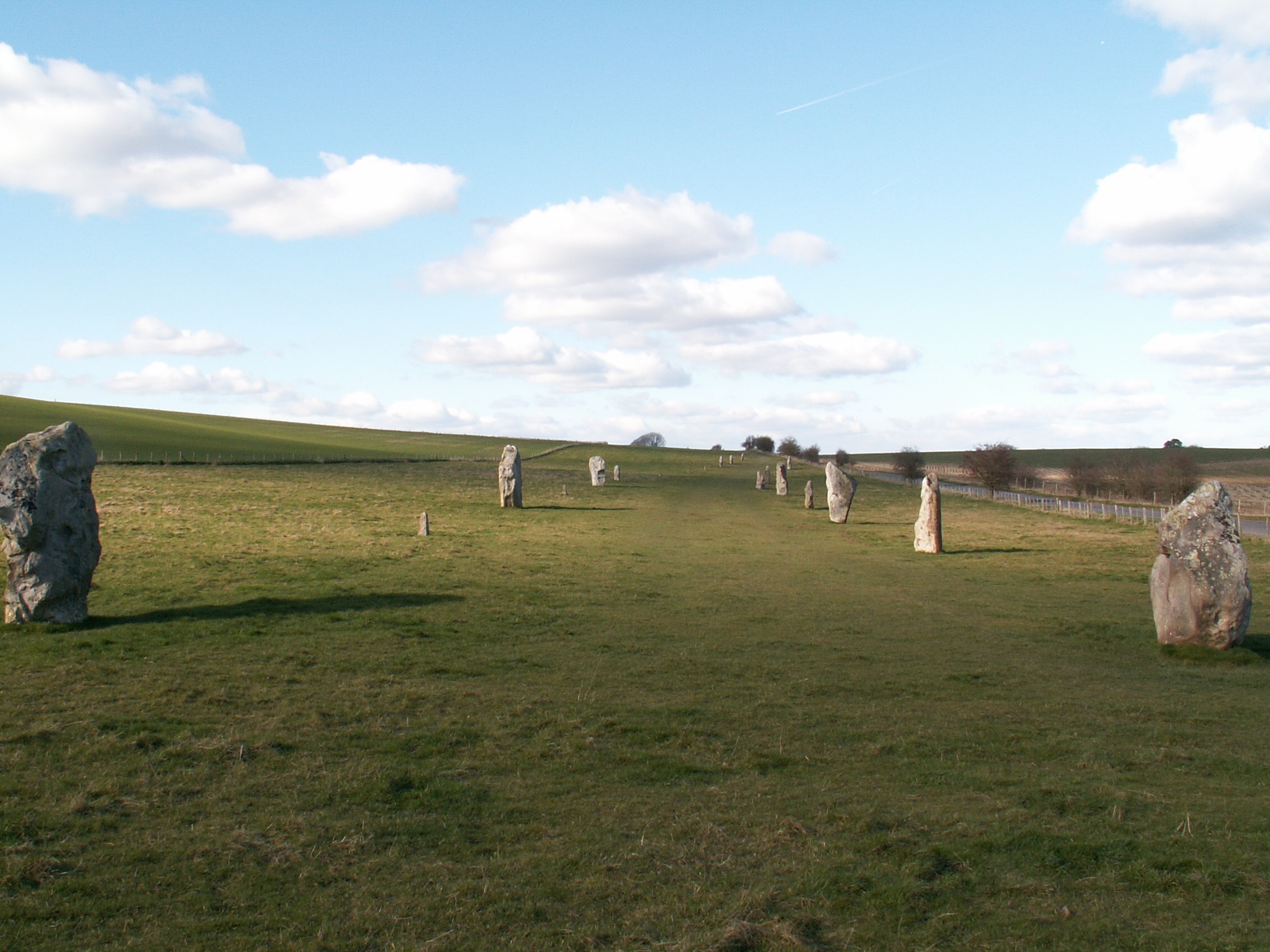
La via delle pietre

Il Cerchio Interno Meridionale aveva un diametro di 108 metri prima della sua distruzione. Le sezioni restanti del suo arco si trovano ora sotto gli edifici del villaggio. Un unico grande monolito, alto 5,5 metri, si trova al centro ed era allineato con le pietre più piccole fino alla sua distruzione avvenuta nel diciottesimo secolo. C'è una Avenue di pietre accoppiate, la West Kennet Avenue, che entra dall'entrata meridionale, e tracce di una seconda, la Beckhampton Avenue, che porta fuori da quella occidentale.
Aubrey Burl ipotizza una serie di costruzioni tra i due cerchi interni costruita attorno al 2800 a.C., seguita dal cerchio esterno due secoli dopo, mentre le avenue sarebbero state aggiunte nel 2400 a.C.
Un cerchio di alberi formato da due anelli concentrici, identificati tramite l'archeologia geofisica, si trovavano probabilmente nel settore nord-est del cerchio esterno secondo quanto scoperto negli scavi. Un tumulo può essere osservato dall'alto nel quadrante nord-occidentale.
Il complesso ha quattro entrate, due accoppiate a nord-nord-ovest e sud-sud-est, mentre le altre due sono sulla direttrice est-nord-est ed ovest-sud-ovest.
Nonostante sia una struttura artificiale, venne mostrata nella serie TV del 2005 Seven Natural Wonders come una delle meraviglie perché consiste di componenti naturali.

## Distruzione delle pietre

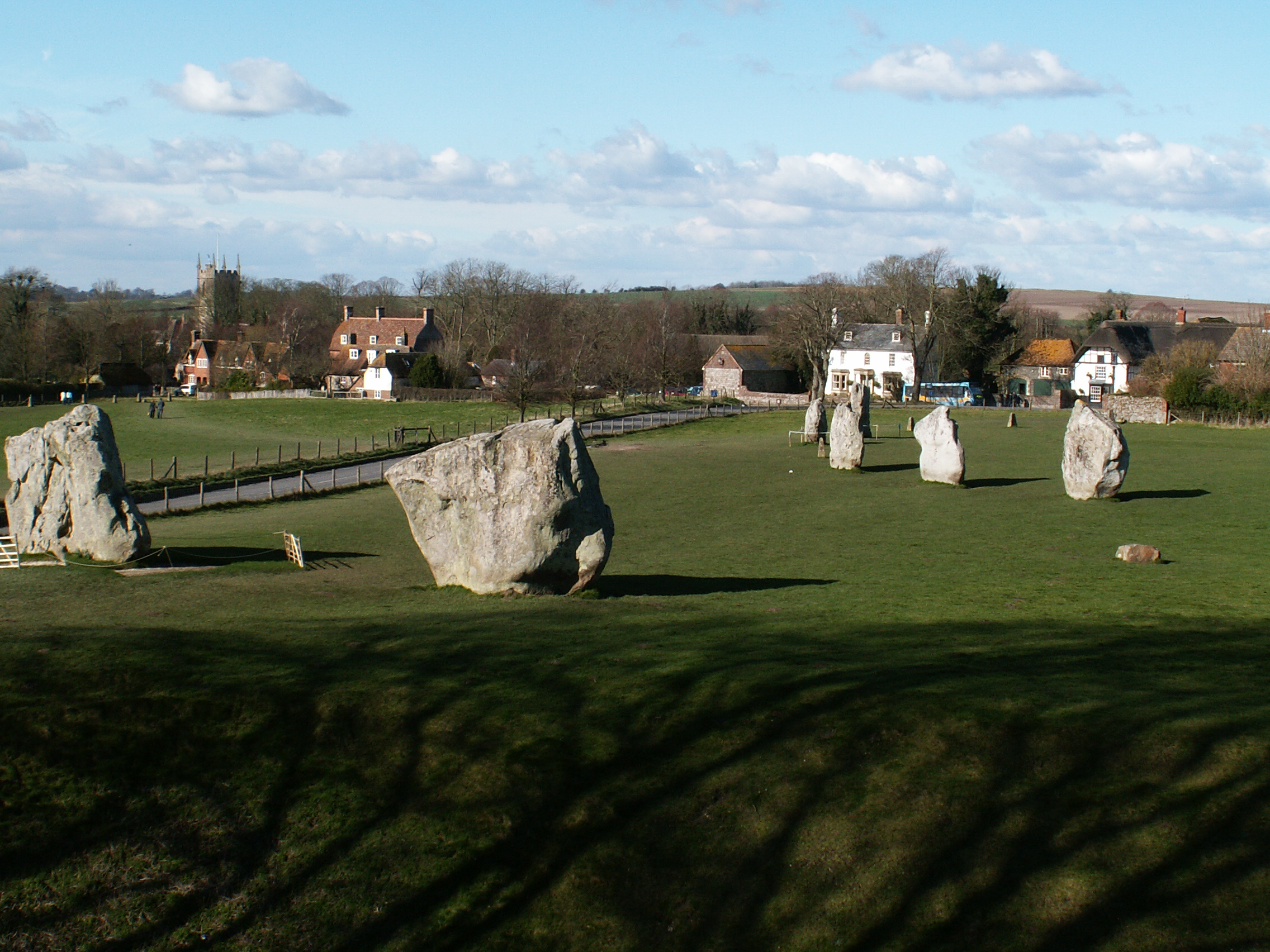
Porzione del Cerchio Interno Meridionale (a destra)

Molte delle pietre originali vennero distrutte a partire dal quattordicesimo secolo per recuperare materiale edile e per fare spazio all'agricoltura. Le pietre vennero distrutte anche per paura dei rituali pagani che venivano associati al sito. Sia John Aubrey che, in seguito, William Stukeley visitarono il sito e ne descrissero la distruzione. Stukeley passò buona parte del decennio del 1720 registrando i resti di Avebury e dei monumenti circostanti. Senza il suo lavoro avremmo un'idea molto più scarna dell'aspetto del sito, e soprattutto avremmo poche informazioni sui cerchi interni.
Solo 27 pietre del cerchio esterno sopravvissero e molte di queste sono state rierette da Alexander Keiller nel 1930. Attualmente ci sono pilastri in cemento che segnalano la locazione delle pietre mancanti, e si pensa che altre pietre siano sepolte sotto strati di terreno. La English Heritage sta attualmente svolgendo uno studio per capire se sia il caso di riavviare gli scavi per ritrovare e rialzare le pietre.

## Scavi

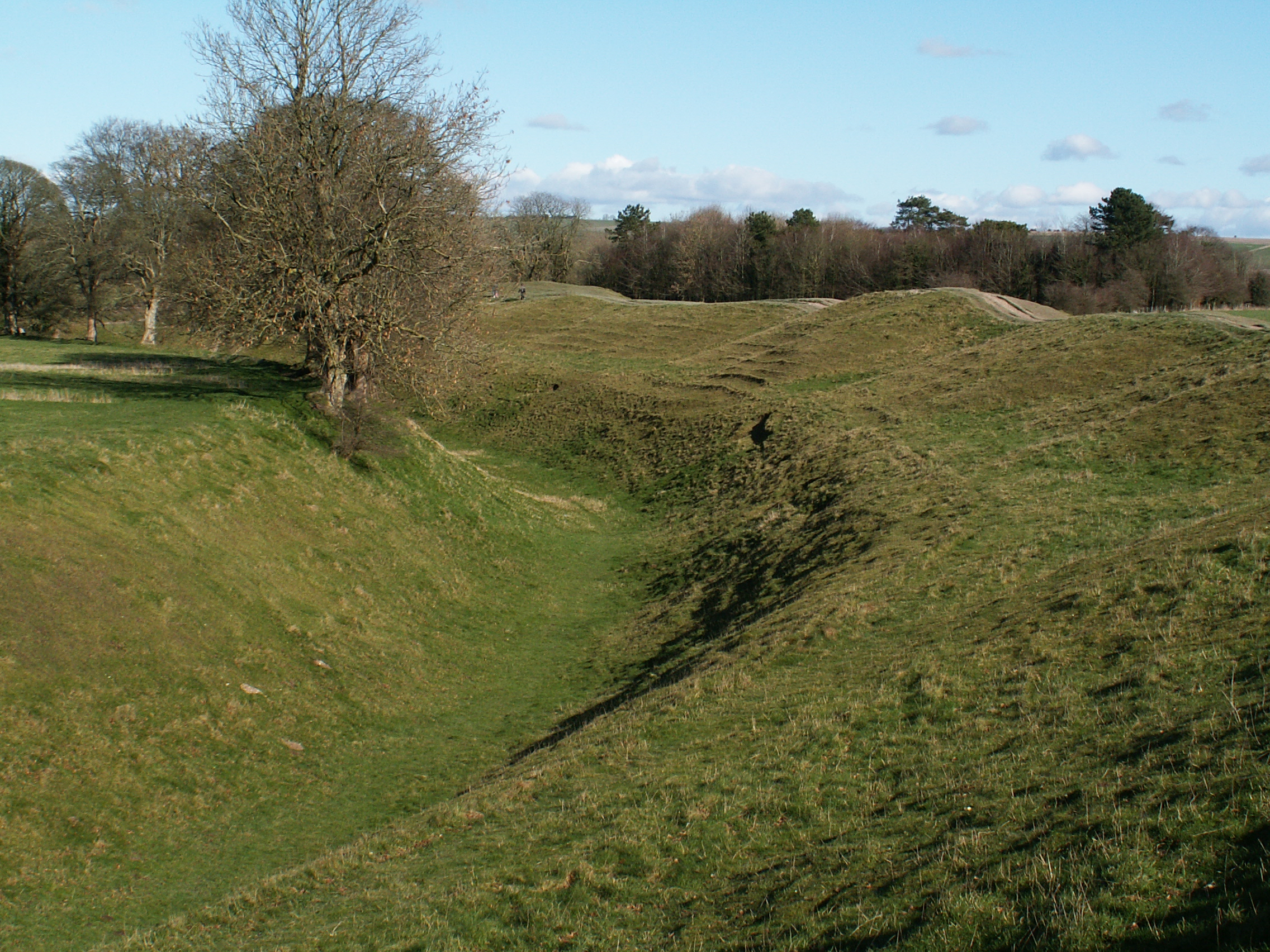
Porzione del fossato esterno

Gli scavi svolti ad Avebury sono stati limitati. Sir Henry Meux scavò una trincea nel 1894 che diede una prima indicazione del fatto che i lavori in terra fossero stati fatti in due fasi distinte.
Il sito venne studiato e scavato ad intermittenza tra il 1908 ed il 1922 da una squadra coordinata da Harold St George Gray. Egli fu in grado di dimostrare che i costruttori di Avebury avessero scavato per 11 metri nel gesso naturale scavando il fossato, usando corna di cervo europeo come principale strumento di scavo. Gray registrò la base del fossato come piatta e larga 4 metri nonostante in seguito alcuni archeologi abbiano posto dubbi sul suo uso di manodopera non qualificata negli scavi, sottolineando che forse la forma sia stata involontariamente modificata. Gray trovò nuovi manufatti sul fondo del fossato e recuperò ossa umane, in particolare mandibole. Ad una profondità di circa 2 metri Gray incontrò uno scheletro completo di donna alta solo 1,5 metri, che era stata sepolta in quel luogo.
Keiller scavò sotto le pietre che aveva rialzato dopo aver acquistato il sito nel 1934. Quando venne costruita una nuova scuola nel villaggio nel 1969 vi furono poche possibilità di esaminare il sito ed uno scavo, con l'intento di recuperare materiale da datare al carbonio-14, venne iniziato nel 1982.

## Teorie riguardo ad Avebury

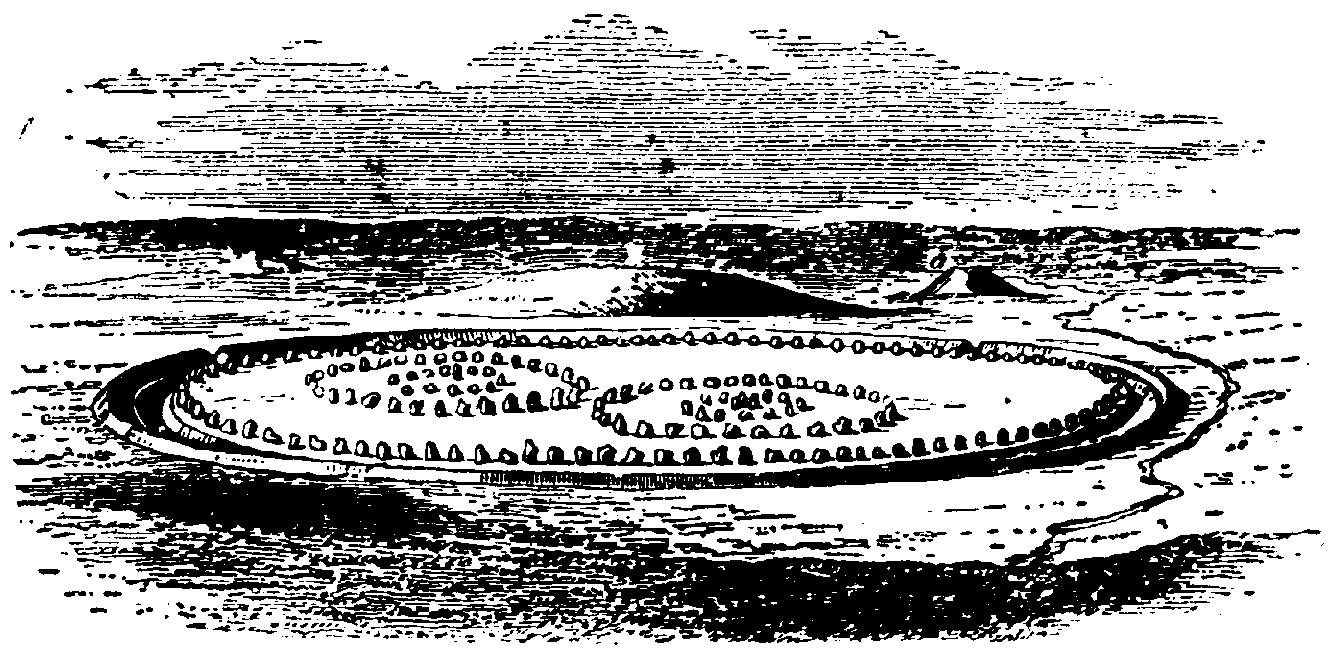
L'ipotetico aspetto originario dei cerchi

Uno degli aspetti discussi riguarda la conformazione del luogo: alto e snello, o basso e largo. Questo porta a numerose teorie relative all'importanza del genere nella Gran Bretagna neolitica con le pietre alte considerate 'maschi' e quelle basse 'femmine'. Le pietre non sono state lavorate in nessun modo e potrebbero essere state scelte a causa della loro forma. Molte persone hanno identificato quelle che ritengono scanalature artificiali sulla roccia, alcune più convincenti di altre.
Le ossa umane trovate da Gray fanno presupporre un qualche utilizzo funerario. Il culto antico, anche su larga scala, potrebbe essere stato una delle cause della costruzione del sito, insieme ai rituali sul ruolo maschio-femmina.
L'area circostante, nonostante sembri racchiudere tutto il complesso, non ha propositi difensivi, visto che il fossato è all'interno. Essendo un cerchio di pietre l'allineamento astronomico è una teoria comune per spiegare il posizionamento delle pietre. Alcune teorie minori fanno riferimento ad alieni, alle linee ley, ai cerchi nel grano ed alla saggezza perduta degli antichi.
Forse la teoria più strana è quella proposta da Ralph Ellis che suggerisce che Avebury somigli ad un diagramma della Terra che si muove nello spazio, completo dei 23 gradi di inclinazione assiale.
Come con Stonehenge, la carenza di scavi moderni e di affidabile datazione scientifica ne rende lo studio estremamente difficoltoso.

## Il triangolo di Avebury
Buona parte del piccolo villaggio di Avebury, è racchiuso all'interno del monumento. due strade locali si intersecano all'interno del sito, ed i turisti possono camminare sui lavori in terra.
Le due avenue di pietra (Kennet Avenue e Beckhampton Avenue) che si incontrano ad Avebury tracciano i due lati di un triangolo designato dall'UNESCO come un patrimonio dell'umanità che comprende The Sanctuary, Windmill Hill, Silbury Hill ed il West Kennet Long Barrow.

## L'Avebury alternativo
Avebury viene visto come centro spirituale da molte persone che professano paganesimo, wicca, druidismo e Etenismo, e per qualcuno è addirittura più importante di Stonehenge. I festival pagani attirano turisti, e specialmente il solstizio d'estate vede invasioni di fedeli di ogni confessione.
Come con Stonehenge, comunque, l'accesso è limitato. Mentre i cerchi di Avebury sono aperti a tutti, l'accesso è controllato attraverso la chiusura del parcheggio per auto. Avebury ha un'importanza crescente in questi ultimi anni, e l'accessibilità dei turisti è tuttora sotto studio del Sacred Sites, Contested Rites/Rights project.
La National Trust, che protegge il sito (di proprietà dell'English Heritage), dialoga anche con la comunità pagana, che usa il sito come tempio religioso o come luogo di culto. Questo dialogo avviene attraverso un forum. Il progetto fornisce guide ai turisti che aiutano la comunicazione tra i pagani che frequentano il luogo ed i turisti.

## Avebury nei Media
- L'area venne usata per girare Prigionieri delle pietre (Children of the Stones, 1976), un dramma televisivo britannico per ragazzi.
- Il cortometraggio muto di Derek Jarman A Journey to Avebury (1971) è ambientato tra le pietre.
- Le pietre sono state inquadrate anche in un momento chiave della commedia del 1998 Still Crazy, con Billy Connolly, Stephen Rea, Jimmy Nail, Timothy Spall e Bill Nighy. Il film mostra anche una scena all'interno del Leone Rosso di Avebury.
- Venne mostrato sul programma TV del 2005 Seven Natural Wonders. In una scena del film-cortometraggio Lucifer Rising (1972) di Kenneth Anger c'è una breve inquadratura fissa tra le pietre di Avebury.
- Il romanzo del 2005 di Catherine Fisher Darkhenge è ambientato dentro ed intorno ad Avebury.
- Il villaggio di Avebury viene anche citato, poche volte, nel telefilm The Lost World dove una dei protagonisti racconta di averci vissuto da piccola e ricorda di aver giocato tra i monoliti e i cerchi delle fate.
- Nel film documentario Nomad - In cammino con Bruce Chatwin (Nomad: In the Footsteps of Bruce Chatwin) di Werner Herzog, Avebury viene visitato dal regista.